# Interslave
L'interslave (medžuslovjansky, aussi connu sous le nom « slovianski » ou « novoslověnsky ») est une langue construite, créée depuis 2006 par un groupe de linguistes de plusieurs pays pour faciliter la communication entre les nations slaves. Pour les gens qui ne connaissent aucune langue slave, il peut aussi jouer un rôle éducatif. Contrairement à l’espéranto et au slovio, l'interslave est une langue naturaliste dont le but principal est une compréhension immédiate par tous les locuteurs d'une langue slave plutôt qu’un apprentissage facile. 
La langue trouve ses racines dans les diverses improvisations linguistiques auxquelles ont recours les Slaves depuis plusieurs siècles pour communiquer avec les Slaves d'autres nationalités. La grammaire et le vocabulaire sont basés scientifiquement sur le proto-slave, le vieux-slave et sur les analogies entre les langues slaves modernes ; tous les éléments artificiels sont évités. L'interslave s'écrit au moyen de l'alphabet latin enrichi de signes diacritiques ou de l'alphabet cyrillique. Le dictionnaire de l'interslave contient environ 18 000 entrées.
L'interslave a été utilisé dans le film tchèque The Painted Bird (2019).

## Exemple de texte
Le Notre Père:
Otče naš, ktory jesi v nebesah,
nehaj sveti se ime Tvoje.
Nehaj prijde kraljevstvo Tvoje,
nehaj bude volja Tvoja, kako v nebu tako i na zemji.
Hlěb naš vsakodenny daj nam dnes,
i odpusti nam naše grěhy, tako kako my odpuščajemo našim grěšnikam.
I ne vvedi nas v pokušenje, ale izbavi nas od zlogo.
Ibo Tvoje jest kraljevstvo i moč i slava, na věky věkov.
Amin.
Отче наш, кторы јеси в небесах,
нехај свети се име Твоје.
Нехај пријде краљевство Твоје,
нехај буде воља Твоја, како в небу тако и на земји.
Хлєб наш всакоденны дај нам днес,
и одпусти нам наше грєхы, тако како мы одпушчајемо нашим грєшникам.
И не введи нас в покушенје, але избави нас од злого.
Ибо Твоје јест краљевство и моч и слава, на вєкы вєков.
Амин.

## Alphabets interslaves[3]
| A | B | C | Č | D | DŽ | E | Ě | F | G | H | I | J | K | L | LJ | M | N | NJ | O | P | R | S | Š | T | U | V | Y | Z | Ž |
| - | - | - | - | - | -- | - | - | - | - | - | - | - | - | - | -- | - | - | -- | - | - | - | - | - | - | - | - | - | - | - |

| А | Б | В | Г | Д | ДЖ | Е | Є | Ж | З | И | Ы | Ј | К | Л | Љ | М | Н | Њ | О | П | Р | С | Т | У | Ф | Х | Ц | Ч | Ш |
| - | - | - | - | - | -- | - | - | - | - | - | - | - | - | - | - | - | - | - | - | - | - | - | - | - | - | - | - | - | - |